# Pointe de Zinal
Ne doit pas être confondu avec Rothorn de Zinal.
La pointe de Zinal est un sommet des Alpes valaisannes, en Suisse, situé dans le canton du Valais, qui culmine à 3 790 m d'altitude. Un sommet secondaire, culminant à 3 777 m, est situé 200 m au sud,.

## Géographie

### Situation
Située à l'est de la dent Blanche et à l'ouest du mont Durand, la pointe de Zinal domine le glacier de Schönbiel à l'ouest, le glacier de Hohwäng et Zermatt à l'est, le glacier de Zmutt au sud et le glacier de Zinal et Zinal au nord. Elle présente une face nord glaciaire et une arête sud rocheuse.

### Géologie
Comme les autres grands sommets du val d'Anniviers (Grand Cornier, dent Blanche, Zinalrothorn, Weisshorn, Bishorn, les Diablons, etc.), la pointe de Zinal est constituée de gneiss d'Arolla ayant l'aspect d'un granite plus ou moins schisteux de couleur vert tendre.

## Premières ascensions
- 1871 : première ascension de l'arête nord-est par Émile Javelle et Georges Beraneck junior avec leur guide Jean Martin[4],[5] (voie normale).
- 1891 : arête sud le 15 août par L. Norman-Neruda, May Peyton avec le guide Christian Klucker (voie classique reprise par Michel Vaucher dans Les 100 plus belles courses et randonnées des Alpes valaisannes)[4].
- 1900 : arête nord-ouest le 20 juillet par E.F.L. Fanckhauser et E. Panchaud[4].
- 1926 : face nord le 3 août par Émile-Robert Blanchet et son guide Kaspar Mooser de Täsch[4].
- 1937 : paroi ouest et arête sud le 4 juillet par Bernhard Weishan, Adolf Schaller et Hermann Schaller[4].

## Accès
La voie normale est accessible en venant de Zinal par la cabane du Grand Mountet et la voie classique en venant de Zermatt par la Schönbielhütte.

## Dans la culture
L'ascension de la pointe de Zinal est décrite dans le livre Souvenirs d'un alpiniste d'Émile Javelle.